# Relaciones públicas
Las relaciones públicas (RR. PP.) son un conjunto de acciones de comunicación estratégica coordinadas y sostenida a lo largo del tiempo, que tienen como principal objetivo fortalecer los vínculos con los distintos públicos, escuchándolos, informándolos y persuadiéndolos para lograr consenso, fidelidad y apoyo en acciones presentes y futuras. También pueden ser definidas como un conjunto de técnicas cuyo objetivo es establecer un vínculo entre las partes interesadas o mercado meta. Sus objetivos se llevan adelante haciendo uso de una cadena de acciones de comunicación estratégica. De acuerdo al resultado pretendido, el técnico en relaciones públicas persigue vender, influir, promocionar, mutar la imagen o dar a conocer los intereses de su cliente. Para ello emplea métodos, teorías y técnicas de la publicidad, la mercadotecnia, el diseño, la política, la psicología, la sociología y el periodismo. Se estima que en la actualidad el 80 % de los contenidos en los medios de comunicación proceden del accionar de un relacionista público.
Edward Bernays es considerado el fundador y primer teórico de la disciplina. Muchos de sus postulados y procedimientos tienen precedente en la investigación sobre el psicoanálisis que emprendiere el hermano de su madre, Sigmund Freud.

## Definiciones
Las relaciones públicas son una función directiva característica que ayuda a establecer y mantener líneas de comunicación mutuas, entendimiento, aceptación y cooperación entre una organización y sus públicos; implica la gestión de problemas o temas, ayuda a los directivos a mantenerse informados y sensibles hacia la opinión pública; define y enfatiza en la responsabilidad de los directivos de servir al interés público; ayuda a los directivos a mantenerse al frente de los cambios y utilizarlos de forma efectiva contemplándolos como un sistema de aviso para anticiparse a las tendencias y utiliza la investigación, la preparación y la comunicación ética como sus herramientas principales. Las relaciones públicas son la función directiva que establece y mantiene relaciones mutuamente beneficiosas entre una organización y los públicos de los que depende su éxito o fracaso.
Las relaciones públicas se definen igualmente como el «acto profesional cuyo fin es comunicar mediante gestiones personales o con ayuda de medios de comunicación a personas, empresas, organismos públicos e instituciones con sus públicos, intentando que los mismos posean una imagen positivas de ellos». Quien la ejerce es llamado relacionador público, relacionista público o publirrelacionista

## Funciones
Toda actividad de relaciones pensada en la Comunicación Estratégica basada en Investigación, Planificación, Comunicación y Evaluación (IPCE) y dentro de sus finalidades está la gestión de la identidad corporativa, mediante el desempeño de las siguientes funciones: 
- Gestión de las comunicaciones internas: es de suma importancia conocer a los recursos humanos de la institución y que éstos a su vez conozcan las políticas institucionales, ya que no se puede comunicar aquello que se desconoce.
- Gestión de las comunicaciones externas: toda institución debe darse a conocer a sí misma y a su accionariado. Esto se logra a través de la vinculación con otras instituciones, tanto industriales como financieras, gubernamentales y medios de comunicación.
- Funciones humanísticas: resulta fundamental que la información que se transmita sea siempre veraz, ya que la confianza del público es la que permite el crecimiento institucional.
- Análisis y comprensión de la opinión pública: Edward Bernays, considerado el padre de las relaciones públicas, afirmaba que es necesario persuadir (no manipular) a la opinión pública para ordenar el caos en que está inmersa. Es esencial comprender a la opinión pública para poder luego actuar sobre ella.
- Trabajo conjunto con otras disciplinas y áreas: el trabajo de todo relaciones públicas debe tener una sólida base humanista con formación en psicología, sociología y relaciones humanas. Se trabaja con personas y por ende es necesario comprenderlas.

También es importante el intercambio con otras áreas dentro de la comunicación como pueden ser la publicidad o la mercadotecnia. Si bien estas últimas tienen fines netamente comerciales, debe existir una coherencia entre los mensajes emitidos por unas y por otras para así colaborar a alcanzar los fines institucionales. 
Las herramientas de las que se valen las relaciones públicas para cumplir con sus objetivos y funciones son muchas y diversas:
- La organización de eventos.
- Los grupos de presión.
- Planes de responsabilidad social.

- Relaciones con los medios de comunicación.
  - Diarios: permite a la organización acceder al público general.
  - Revistas: permite acceder a públicos más y mejor segmentados.
  - Radio: permite transmitir información instantáneamente las 24 horas del día.
  - Televisión: otorga gran notoriedad a la institución.
  - Internet: se puede trabajar sobre el sitio web institucional o con la versión en línea de diversos medios

Las relaciones públicas trabajan con diversos intangibles:
- Identidad: es el ser de la organización, aquello que la caracteriza y diferencia del resto. Sobre esta identidad trabajan las relaciones públicas, básicamente gestionando otros dos intangibles: la cultura organizacional y la filosofía.
- Filosofía: plantea el objetivo global de la organización y el modo de llegar a él. Establece una misión (el beneficio que la organización proporciona a su público), valores (por los cuales se rige la organización) y visión (a donde quiere llegar, que debe ser un objetivo difícil de alcanzar pero no utópico).
- Cultura: se da por el proceder o modo de actuar de la organización en su conjunto. Tiene que ver con los valores que se fomenten y el modo de orientar la actuación de la organización.
- Imagen: es aquella representación que la organización desea construir en las partes interesadas con las cuales la organización se relaciona o construye vínculos comunicativos.
- Reputación: es aquella representación mental que se hace el público sobre una organización a través de las experiencias (directas o indirectas) que hayan tenido con la misma y de la forma como la organización se comunica con las partes interesadas.relaciones públicas negativas

Se llaman relaciones públicas negativas o BPR (siglas del inglés black public relations) al proceso de destrucción de la reputación basado en desprestigiar a la contraparte (una empresa, organización, político, etc.). Para realizar este tipo de campañas puede ser crucial el acceso a información sensible reservada.
Para conseguir su objetivo por ejemplo se puede generar un rumor que desprestigie al objetivo el cual puede ser falso, verdadero o con verdades a medias. En este tipo de campañas es habitual que el objetivo realice demandas por difamación. Por esta razón es habitual que cuando se lanza un rumor los medios se hagan eco con entradillas del tipo «Según algunas informaciones...», «Se sospecha que...», «De acuerdo con algunas estimaciones...» o «De acuerdo con alguno de los testigos ...».
Otra forma es actuar directamente con pruebas, abarcando siempre la mayor cantidad de medios de comunicación en un principio para así establecer un único mensaje hacia la comunidad.
También es habitual intentar buscar asociaciones inconscientes en el público. Por ejemplo poniendo las informaciones de cierta persona al lado de las informaciones sobre desastres o crímenes, o crear películas donde el antagonista tiene un perfil determinado (por ejemplo comunista), o usar frases que relacionen el objetivo a desprestigiar con conceptos negativos. Por ejemplo «Los informáticos y los delincuentes...».
Estas acciones son comunes en campañas políticas.

## Las relaciones públicas como ciencia
Las relaciones públicas no son una ciencia propiamente dicha, con carácter autónomo. Muchos autores señalan que se trata de una materia interdisciplinar que necesita de otras muchas disciplinas para buscar soluciones efectivas a los problemas que le sobrevienen. Estos autores defienden la postura de que las relaciones públicas pertenecen al conjunto de las ciencias sociales como una materia interdisciplinar a través de las ciencias de la comunicación. Disciplinas como la psicología general, la diferencial, la social y la del consumidor, la economía, la antropología, la sociología, la filosofía, etc., son imprescindibles para manejar la generación o mantenimiento de relaciones eficaces entre las organizaciones y sus públicos estratégicos.
Y como materia interdisciplinar en el marco de las ciencias sociales, los practicantes de las relaciones públicas (profesionales y académicos) planifican, gestionan y evalúan programas y campañas con una metodología rigurosa propia del área en la que se desarrollan, generan investigaciones y teorías que alimentan su cuerpo de conocimiento.
Otros practicantes de las relaciones públicas entienden, sin embargo, que son también una ciencia, pues no dejan de ser un cuerpo creciente de conocimientos falibles adquiridos a la luz de la experimentación, que puede ser transmitido. Como tal, cuenta con una serie de atributos:
- Amplitud: las relaciones públicas pueden ser aplicadas a diversas situaciones de la vida cotidiana.
- Apertura: están dispuestas a generar modificaciones cuando sea necesario.
- Empirismo: se basan en la experimentación.
- Método: tienen un método propio comúnmente llamado IPCE: investigación, planificación, comunicación y evaluación.
- Utilidad: ayudan a los fines institucionales y a la gestión de la IDENTIDAD.
- Descripción y predicción de la realidad institucional.

## Historia de las relaciones públicas
- 1600-1800: periodo marcado por las luchas por la independencia. Las relaciones públicas sirvieron tanto a los fines de los colonos, quienes buscaban fomentar su independencia a través de diversos medios (entre ellos la prensa, el teatro, folletos), como a Gran Bretaña, que intentaba controlar a las colonias.
- 1800-1865: este período se caracteriza por la creciente importancia que adquiere la opinión pública. Se debatían diversos temas: la esclavitud, el sufragio femenino, el laicismo, etcétera, y la incipiente prensa de masas era el vehículo de todas esas ideas.
- 1865-1900: esta época estuvo marcada por una depresión económica que afectó terriblemente la imagen de los industriales. No se tenía conciencia de la importancia de contar con el favor del público y se hacía un uso indiscriminado de las «falsas noticias» redactadas por los agentes de prensa.
- 1900-1919: surge la figura de Ivy Lee como padre práctico de las relaciones públicas. Lee contribuyó sobremanera al crecimiento de la profesión, puesto que inició una política de puertas abiertas destinada a informar al público. Humanizó la profesión y dio cuenta de la importancia de hacer concordar la información pública con la privada. En 1917, Wilson como presidente electo de los Estados Unidos de América crea el Comité de Información Pública (también denominado Comité Creel), destinado a lograr que los ciudadanos estadounidenses apoyaran la entrada del país en la Primera Guerra Mundial, en lo que fue una clara utilización de las relaciones públicas con fines políticos. Cabe destacar que Wilson había llegado a la Casa Blanca bajo un programa político basado en la no intervención militar, lo que puso las cosas bastante difíciles a la Comisión Creel (conocida también como el Comité de los 12 sabios).
- 1919-1929: en este período surge destaca la figura de Edward Bernays como padre teórico de la profesión. Escribió varios libros delimitando las funciones y alcances de la misma y dedicó muchos esfuerzos a hacer relaciones públicas de las relaciones públicas, es decir, a mejorar la imagen de la profesión. El trabajo de Bernays destacó por la importancia que otorgó a la necesidad de escuchar al público y trabajar en función de sus necesidades.
- 1929-1941: las relaciones públicas cobran gran importancia, ya que tras la Gran Depresión se hace sumamente necesario reivindicar a las empresas y explicar su contribución al sistema económico.
- 2001: Natalia Martini crea el Portal de Relaciones Públicas RRPPnet

En Europa la disciplina no se desarrolla con la misma intensidad que en los Estados Unidos debido a la presión de los gobiernos totalitarios del Siglo XX.

### Organizaciones profesionales
- En 1948 Gran Bretaña crea el Instituto de relaciones públicas.
- En los años 1950 surgieron asociaciones en Grecia, Bélgica, Suiza, Italia y España, entre otros países.
- En 1955 se funda la Asociación Internacional de relaciones públicas (IPRA).
- En los años 1960 las asociaciones se agrupan en una organización, la Confederación Europea de relaciones públicas (CERP).
- En 1960 se crea la FIARP (Federación Interamericana de Relaciones Públicas), reconocida por la OEA. Se convierte posteriormente en CONFIARP.
- En 1963 se crea en Colombia lo que hoy se llama CECORP Centro Colombiano de relaciones públicas y Comunicación Organizacional.

## Las relaciones públicas como factor de gestión empresarial
- Las relaciones públicas constituyen una de las actividades organizacionales de nuestros tiempos.
- Las relaciones públicas interpretan el entorno de una empresa, son la antena, el radar, y la conciencia de la misma para la toma de decisiones relacionadas con la integración de la empresa a la comunidad.
- Las relaciones públicas ayudan a las empresas a anticipar y enfrentar la crisis organizacional.

A través de ciertos mensajes se crea una imagen, la cual se quiere que tenga la empresa, de ella depende el fracaso o el éxito de nuestra compañía. El proyectar una buena imagen de empresa no es ni más ni menos que el mercado tenga un conocimiento, una opinión y una valoración positiva de nuestra organización y por tanto, de los productos y servicios que se ofrecen. 
La publicidad es una excelente herramienta de ayuda para transmitir esa imagen, pero probablemente, y tan importante como la publicidad, está la puesta en marcha de un plan de comunicación que transmita esa imagen a los diferentes mercados y que además lo haga de una forma creíble.
Las relaciones públicas desempeñan un papel esencial en la estrategia de comunicación que va dirigida a los empleados y constituye una herramienta fundamental de relación entre organización y públicos. La comunicación interna tiene diferentes puntos de vista como lo son el económico, recursos humanos, management, organizativo; los cuales necesitan ser trabajados fundamentalmente para que participen en la formalización de la toma de decisiones. A través de las relaciones públicas la empresa busca un posicionamiento en el terreno de la imagen, persiguiendo siempre la máxima aceptación social. Las funciones más importantes a desarrollar por las relaciones públicas son:
1. Apoyar y reforzar la labor de los departamentos de ventas y publicidad.
2. Preparar y supervisar las acciones puntuales de promoción y publicidad de los productos o servicios que representa.
3. Mantener un clima permanentemente favorable hacia los productos o servicios que representa, mediante el contacto constante con clientes, proveedores, agentes sociales, entre otros.
4. Establecer un buen clima laboral y conseguir en los empleados el espíritu e imagen que la empresa pretende en el exterior.
5. Conseguir que ningún problema altere o perjudique la imagen de la empresa en el ámbito social.

Es necesaria la utilización de técnicas incluidas en las relaciones públicas de cara al exterior, y al interior de la empresa es por ello que los empleados de una empresa son el mejor activo de una compañía y nadie como ellos para ser el primer eslabón para el trabajo en cuanto a la comunicación y reflejo de una imagen de empresa potente e idónea. La identidad corporativa también juega un papel muy importante dentro de las relaciones públicas y tiene la tarea de dar la imagen que las empresas van a dar ante sus interlocutores, en pocas palabras que son percibidas por los receptores. 
La imagen va a ser una cualidad que la empresa va a poseer. Existen dos elementos que van a generar la identidad de la empresa: 
- a. El sistema cultural corporativo: que es la personalidad constituida por las ideas, los signos, objetivos y principios. Los cuales han hecho que la empresa se distinga de la competencia. Se complementa en el ámbito interno con la política personal que abarca el salario, la motivación y el diseño de sistemas para la toma de decisiones.
- b. Manifestación visual o física: es lo visible de la empresa, símbolo, logotipo, colores corporativos, papelería, instalaciones, uniformes entre otros.

La identidad visual y los patrones de conducta forman la imagen de una empresa.

### Imagen corporativa
La imagen no se gestiona directamente, ya que es propiedad del público, sino que los profesionales de las relaciones públicas la gestionan indirectamente, trabajando sobre la identidad.
Para llevar a cabo dicha gestión es necesario en primer lugar auditar la imagen, es decir, conocer qué imagen tiene el público sobre la organización. Esto se logra estudiando la notoriedad de la organización (cuán conocida o desconocida es) y también mediante el uso de encuestas, entrevistas, grupos focales, etcétera.
Luego es necesario planificar para establecer, teniendo en cuenta la imagen actual, cuál es la imagen que se desea obtener y el modo para llevarlo a cabo.
Los beneficios principales que proporciona una imagen bien definida son:
- La identificación de la organización
- La diferenciación
- La referencialidad
- La preferencia: este suele ser el principal objetivo al gestionar la imagen, que el público elija esta organización.

## Las relaciones públicas y su función directiva
Es importante que se entienda que las funciones que cumple el relacionista público son muy importante, por ello, debe asumir una función directiva. Como señala James Grunig (2000:50), es el director de comunicación de la empresa, organización o fundación en la que trabaja. Su trabajo debe ser planificado junto a los directivos de la empresa, tal como se piensa en un plan de marketing anual, se debe trabajar en un proyecto de Relaciones Públicas para mantener una relación favorable con los públicos.
El trabajo del Relacionista Público pasa por la planificación y aquello implica un proceso de Investigación, planteamientos de Objetivos, diseño de Estrategia y Evaluación.

## Tendencias actuales
Actualmente, se está dejando de lado el paradigma de las comunicaciones integradas de publicidad, que sitúa a las relaciones públicas como una herramienta más de la mercadotecnia. De hecho, la investigación científica en relaciones públicas se enfoca cada vez más en la gestión vincular propiamente dicha.
Se está pasando a tener una visión holística de las relaciones públicas, es decir, se ligan con la comunicación institucional y se las sitúa como función directiva. Se está tendiendo a situar todas las comunicaciones de la organización en manos del director de comunicación para lograr una política comunicacional más coherente e integrada que persiga los mismos fines que la institución.
También ha cambiado la forma en la que las instituciones se dirigen y comunican con sus públicos. Las relaciones públicas se valen hoy en día de herramientas de comunicación impensadas años atrás. La proliferación de las redes sociales y los blogs corporativos indican que el diálogo gana un nuevo espacio; el ciberespacio. En un marco de competitividad sostenida, las organizaciones de hoy necesitan estar siempre disponibles para sus audiencias, la participación de más y más voces exhorta a los relacionistas públicos a apelar a la creatividad y pericia informática para desarrollar estrategias vigentes y relevantes.
En la actualidad se está dejando de lado el paradigma de las comunicaciones integradas de marketing, que sitúa a las Relaciones Públicas como una herramienta más del marketing. Se está pasando a tener una visión holística de las Relaciones Públicas; es decir, se ligan con la comunicación institucional y se las sitúa como función directiva. 
Dentro de esas tendencias actuales, aparecen algunos paradigmas:
1. El reto del relacionista público está en ayudar a construir la identidad, la cultura y la reputación de la organización, como un camino que facilitará la construcción de vínculos con los stakeholders, lo cual a su vez deberá impactar positivamente en el logro de las estrategias corporativas.
2. El relacionista es un estratega, y ello le implica tener la habilidad de planificar, ejecutar y medir el impacto de las estrategias y tácticas que se ejecuten. (Por Mgter. Antonio Ezequiel Di Génova, en su Manual de Relaciones Públicas e Institucionales, Editorial Ugerman. Edición 2016)